# Reguła milczenia
Reguła milczenia (ang. The Company You Keep) – amerykański film obyczajowy z gatunku thriller z 2012 roku w reżyserii Roberta Redforda, powstały na podstawie powieści Neila Gordona The Company You Keep, wydanej w 2003 roku. Wyprodukowany przez Sony Pictures Classics.
Premiera filmu miała miejsce 6 września 2012 roku podczas 69. Międzynarodowego Festiwalu Filmowego w Wenecji, a trzy dni później 9 września podczas 37. Międzynarodowego Festiwalu Filmowego w Toronto.

## Opis fabuły
Jim Grant (Robert Redford) od ponad 30 lat ukrywa się pod fałszywym nazwiskiem. Niegdyś działał w radykalnej organizacji odpowiedzialnej za napad na bank. Funkcjonariusze FBI wciąż szukają uczestników tamtych wydarzeń. W sprawę angażuje się też reporter Ben Shepard (Shia LaBeouf).

## Obsada
Źródło: Filmweb
- Robert Redford jako Jim Grant
- Shia LaBeouf jako Ben Shepard
- Julie Christie jako Mimi Lurie
- Sam Elliott jako Mac McLeod
- Jackie Evancho jako Isabel Grant
- Brendan Gleeson jako Henry Osborne
- Terrence Howard jako Cornelius
- Richard Jenkins jako Jed Lewis
- Anna Kendrick jako Diana
- Brit Marling jako Rebecca Osborne
- Stanley Tucci jako Ray Fuller
- Nick Nolte jako Donal

i inni

## Nagrody
| Nagroda                                   | Rok  | Kategoria                                               | Odbiorca       | Wynik      |
| ----------------------------------------- | ---- | ------------------------------------------------------- | -------------- | ---------- |
| Międzynarodowy Festiwal Filmowy w Wenecji | 2012 | Giovani Giurati del Vittorio Veneto Film Festival Award | Robert Redford | Zwycięstwo |
| Międzynarodowy Festiwal Filmowy w Wenecji | 2012 | Open Prize                                              | Robert Redford | Zwycięstwo |